# ジャン・デュジャルダン
ジャン・デュジャルダン（Jean Dujardin, 1972年6月19日 - ）はフランスのリュエイユ＝マルメゾン出身の俳優、コメディアン、映画監督である。

## キャリア
1995年にブリュノ・サロモーヌ (Bruno Salomone)、エリック・コラド (Eric Collado)、エマニュエル・ジュクラ (Emmanuel Joucla)、エリック・マソ (Eric Massot) とともにコメディグループ「Nous Ç Nous」を結成し、グループでテレビ番組に出演するようになる（1999年以降は個人で活動）。
1996年にフランスのタレントショー『Graines de star』で有名となり、その後テレビ、映画界でキャリアを積んでいった。
2006年、後に妻となるアレクサンドラ・ラミーとの共演でウィリアム・ギブソン作『二人でシーソー』（ベルナール・ミュラ演出、エドワール7世劇場）で演劇に初挑戦し、公演はTV中継され、DVD化もされる。
同年に公開された、スパイ・パロディ映画『OSS 117 私を愛したカフェオーレ』が評判となり、10月には日本では第19回東京国際映画祭で『OSS 117 カイロ、スパイの巣窟』の題で上映され、東京サクラグランプリを受賞した。翌年のセザール賞では主演男優賞にノミネートされた。2009年にはその続編『OSS 117 リオデジャネイロ応答なし』が公開された。
2011年の主演映画『アーティスト』でカンヌ国際映画祭男優賞及びアカデミー賞主演男優賞をはじめ、様々な賞を受賞した。

## 私生活

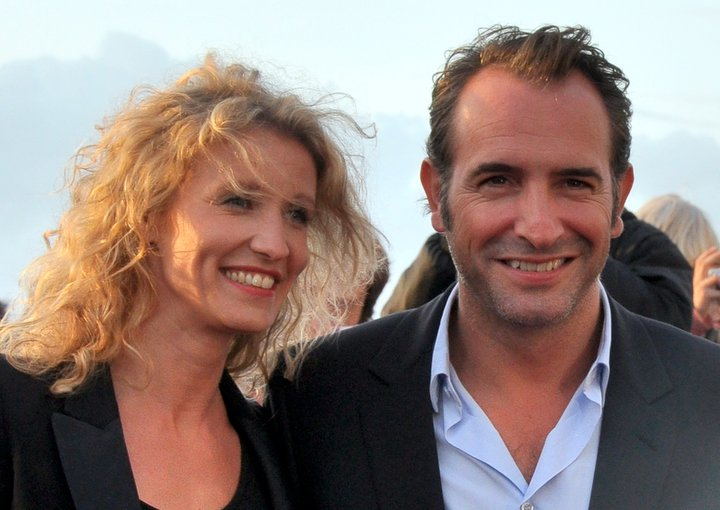
妻（当時）のアレクサンドラ・ラミーとデュジャルダン（2011年）。

ガエル (Gaëlle) という女性との間に2人の息子シモン (Simon) とジュール (Jules) がいる。
出世作でもあるシットコム『Un gars, une fille』(1999-2003) で共演した女優のアレクサンドラ・ラミーと2009年に結婚し、フランスで最も人気のカップルに選ばれたこともあったが、2013年に離婚した。2人の間に子供はいない。
2014年からフィギュアスケート選手のナタリー・ペシャラと交際、2015年7月にナタリーが妊娠していることを公表。同年12月に女児が誕生した。

## 主な出演作品

### テレビシリーズ
| 年        | 日本語題 原題                  | 役名          | 備考                      |
| --------- | ------------------------------ | ------------- | ------------------------- |
| 1999-2003 | Un gars, une fille             | Jean 'Loulou' | 計439話出演               |
| 2018      | エージェント物語 Dix pour cent | 本人役        | シーズン3のエピソード1と6 |

### 映画
| 年   | 日本語題 原題                                                          | 役名                               | 備考 |
| ---- | ---------------------------------------------------------------------- | ---------------------------------- | --- |
| 2003 | Bienvenue chez les Rozes                                               | MG                                 | |
| 2004 | ブルー・レクイエム Le convoyeur                                        | ジャック                           | |
| 2004 | マリアージュ Mariages !                                                | アレックス                         | DVDスルー |
| 2004 | Les Dalton                                                             | Le Cow-Boy Vanneur                 | |
| 2005 | Brice de Nice                                                          | ブライス・アゴスティーニ           | |
| 2006 | OSS 117 私を愛したカフェオーレ OSS 117: Le Caire nid d'espions         | ユベール･ボニスール（OSS117）      | 第19回東京国際映画祭での上映タイトルは『OSS 117 カイロ、スパイの巣窟』                                                                                    |
| 2007 | Hellphone                                                              | Le warrior de la cave              | |
| 2007 | 99 francs                                                              | Octave Parango                     | |
| 2008 | ライヤーゲーム Ca$h                                                    | キャッシュ                         | DVDスルー |
| 2008 | Un homme et son chien                                                  | L'ouvrier                          | |
| 2009 | OSS 117 リオデジャネイロ応答なし OSS 117: Rio ne répond plus           | ユベール･ボニスール（OSS117）      | 日本版DVDのタイトルは『フレンチ大作戦 灼熱リオ、応答せよ』                                                                                                |
| 2009 | ラッキー・ルーク Lucky Luke                                            | ラッキー・ルーク                   | TV5MONDEで放映 |
| 2010 | The Clink of Ice                                                       |                                    | |
| 2010 | 君のいないサマーデイズ Les Petits Mouchoirs                            | リュド                             | WOWOW放映後、DVD化 |
| 2010 | 海の上のバルコニー Un balcon sur la mer                                | マルク                             | WOWOW放映後、DVD化 |
| 2011 | アーティスト The Artist                                                | ジョージ・ヴァレンティン           | アカデミー主演男優賞 受賞 カンヌ国際映画祭 男優賞 受賞 ゴールデングローブ賞 主演男優賞 (ミュージカル・コメディ部門) 受賞 英国アカデミー賞 主演男優賞 受賞 |
| 2012 | プレイヤー Les infidèles                                               | フレッド                           | 兼エピソード監督 |
| 2013 | メビウス Möbius                                                        | モイーズ                           | DVDスルー |
| 2013 | ウルフ・オブ・ウォールストリート The Wolf of Wall Street               | ジャン＝ジャック・ソレル           | |
| 2014 | ミケランジェロ・プロジェクト The Monuments Men                         | ジャン＝クロード・クレルモン       | |
| 2014 | フレンチ・コネクション 史上最強の麻薬戦争 La French                    | ピエール・ミシェル判事             | DVDスルー |
| 2015 | アンナとアントワーヌ 愛の前奏曲 Un + Une                               | アントワーヌ                       | 日本公開は2016年9月 |
| 2016 | おとなの恋の測り方 Un homme à la hauteur                               | アレクサンドル                     | |
| 2018 | 英雄は嘘がお好き Le retour du héros                                    | シャルル＝グレゴワール・ヌーヴィル | |
| 2019 | ディアスキン 鹿革の殺人鬼 Le daim                                      | ジョルジュ                         | |
| 2019 | オフィサー・アンド・スパイ J'accuse（英題：An Officer and a Spy）      | マリー＝ジョルジュ・ピカール       | |
| 2021 | OSS 117 アフリカより愛をこめて OSS 117 : Alerte rouge en Afrique noire | ユベール･ボニスール（OSS117）      | WOWOW放映 |